# Клінтон Мола
Клінтон Мола (англ. Clinton Mola; нар. 15 березня 2001, Лондон, Велика Британія) — англійський футболіст, півзахисник клубу «Бристоль Роверз».

## Ігрова кар'єра

### Клубна
Клінтон Мола народився у Лондоні, вихованець футбольної академії столичного клубу «Челсі». До 2020 року Мола грав у молодіжному складі лондонського клубу. З січня 2020 року Клінтон приєднався до складу німецького «Штутгарта». Свою першу гру у новому клубі футболіст провів у лютому в матчі національного кубка. За результатами сезону Мола разом з клубом підвищився до Бундесліги.

### Збірна
Маючи конголезьке коріння Клінтон Мола є гравцем юнацької збірної Англії.